# Hera
Hera je v grški mitologiji hčerka Kronosa in Ree ter sestra in žena Zevsa. Je boginja družine in plodnosti. Na Olimpu  uživa posebno spoštovanje. Zevsu je rodila tri otroke: boga vojne Aresa, božanskega kovača Hefajsta in boginjo večne mladosti Hebo. V rimski mitologiji je bila njena dvojnica Junona.
Njej v čast so v antični Grčiji organizirali Herine igre, tekaški dogodek samo za ženske, ki je ponavadi potekal pred olimpijskimi igrami.

## Mitološke zgodbe
Zgodba o poroki pravi, da je Hera Zevsu pristala za ženo pod pogojem, da pride v njeno naročje ne da bi se tega sama zavedala. Zevs je bil pameten in je sprožil nevihto, se spremenil v kukavico in odletel k Heri. Ves moker in blaten je priletel skozi okno njene spalnice in premražen pristal na postelji. Heri se je ptiček zasmilil in vzela ga je k sebi v naročje. Takrat se je kukavica spremenila nazaj v Zevsa, Hera pa je držala svojo obljubo in se poročila z njim.
Njena slabost je ljubosumje in maščevalnost. Kot boginja družine in zaščitnica zakonske zveze je bila neprizanesljiva do nezvestobe, zaradi česar je večkrat prišla v spor z Zevsom in njegovimi številnimi ljubicami, saj je bil Zevs znan prešuštnik.
Herina sveta žival je pav. Legenda o pavovem repu pa je govorila, da je Hera poslala Argusa, pošast s tisočimi očmi, da bdi nad Io, ki je bila takrat Zevsova ljubica. Zevs je to izvedel in poslal Hermesa, da je čuvaja pokončal. Oči mrtvega Argusa je Hera prenesla na pavov rep.